# Tilaka

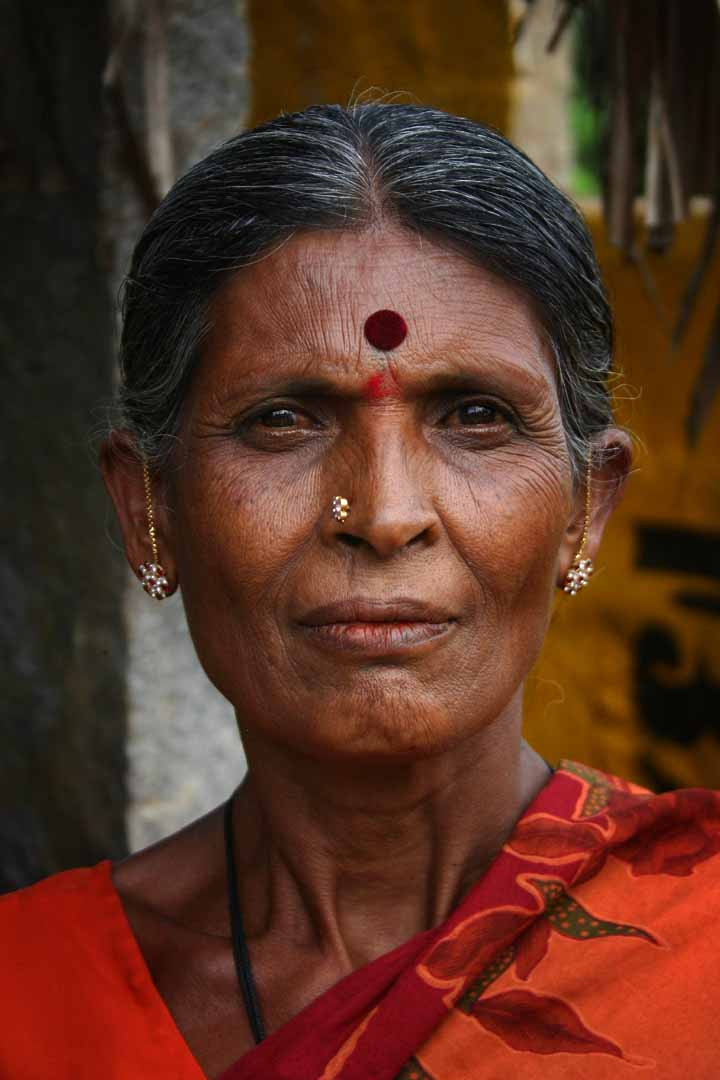
Dona índia amb tilaka

En l'hinduisme, la tilaka és un dibuix que es fa a la pell, usualment la del front, que consisteix a dibuixar-se un punt o un conjunt de línies, que fins i tot poden ocupar tot el rostre facial. La tilaka es pot portar diàriament o només en ritus i cerimònies concretes.